# Trichoniscus vulcanius
Trichoniscus vulcanius là một loài chân đều trong họ Trichoniscidae. Loài này được Verhoeff miêu tả khoa học năm 1941.